# Jatropha kamerunica
Jatropha kamerunica är en törelväxtart som beskrevs av Ferdinand Albin Pax och Käthe Hoffmann. Jatropha kamerunica ingår i släktet Jatropha och familjen törelväxter.

## Underarter
Arten delas in i följande underarter:
- J. k. kamerunica
- J. k. trochainii